# Stamford (Connecticut)
Stamford es una ciudad ubicada en el condado de Fairfield, Connecticut, Estados Unidos. Tiene una población estimada, a mediados de 2021, de 136 309 habitantes.
Está situada a unos 55 kilómetros de Manhattan.
Durante la pandemia originada por el COVID-19, muchos habitantes de Nueva York pasaron a vivir en Stamford y su área metropolitana.

## Geografía
La ciudad se halla sobre la costa, por lo que desde aquí se exportaban varios productos desde el puerto hasta toda la costa este de los Estados Unidos.

## Demografía
Según el censo de 2020, en ese momento había 135 470 personas residiendo en la ciudad. El 51.38% de los habitantes eran blancos, el 12.57% eran afroamericanos, el 0.71% eran amerindios, el 8.52% eran asiáticos, el 0.03% eran isleños del Pacífico, el 15.09% eran de otras razas y el 11.70% eran de una mezcla de razas. Del total de la población, el 28.02% eran hispanos o latinos de cualquier raza.
De acuerdo con la estimación 2015-2019 de la Oficina del Censo, los ingresos medios de los hogares de la localidad son de $96 885 y los ingresos medios de las familias son de $111 519. Los ingresos per cápita en los últimos doce meses, medidos en dólares de 2020, son de $56 283. Alrededor del 9.1 % de la población está por debajo del umbral de pobreza.

## Personajes ilustres
Ente los nacidos en Stamford cabe destacar a:
- Christopher Lloyd (1938), actor de cine;
- Joe Lieberman (1942), senador y ferviente opositor de WikiLeaks;
- Dan Malloy (1955), gobernador de Connecticut desde 2011;
- Chris Dudley (1965), exbaloncestista;
- Dave Abbruzzese (1968), baterista de Pearl Jam;
- Jen Psaki (1978), asesora política
- Candace Owens (1989), vloguera y comentarista conservadora estadounidense.

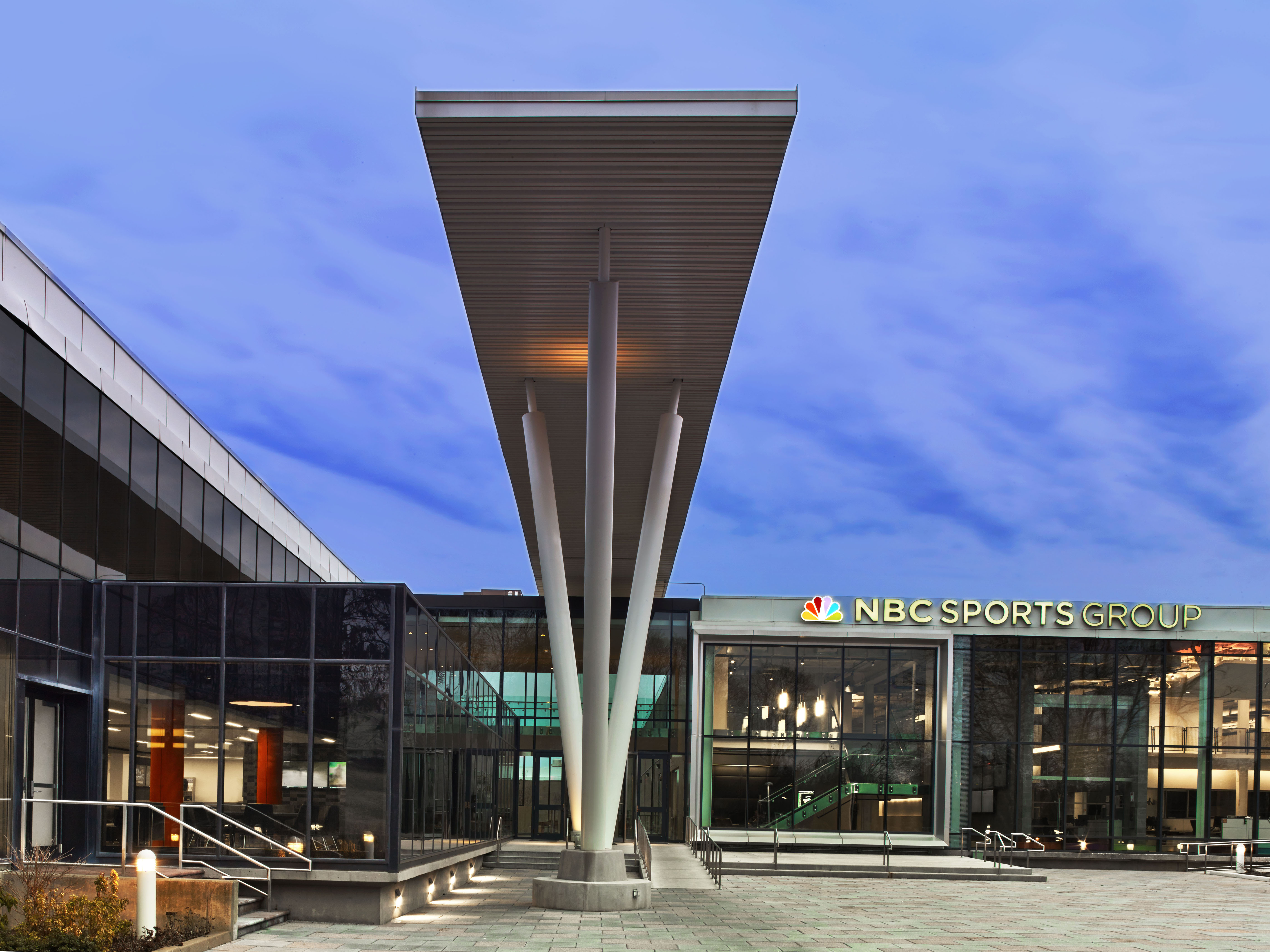
NBC Sports Group